# 中国大陆

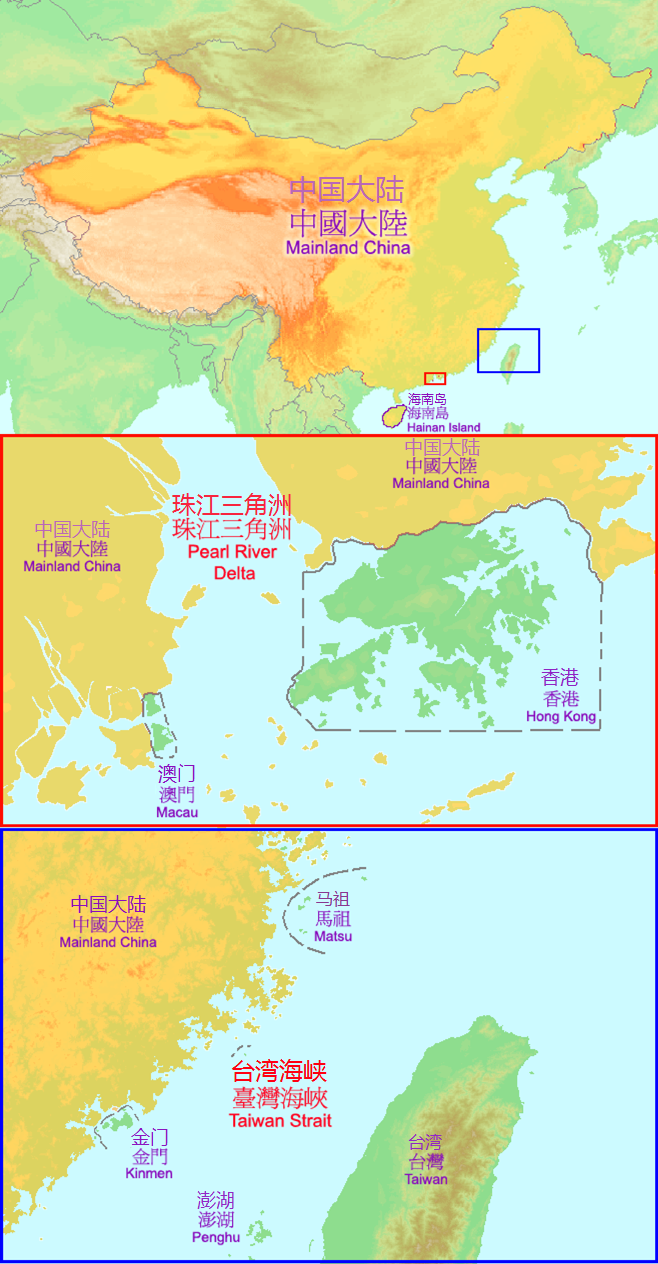
根據實控邊界確立的中國大陸、香港、澳門、臺灣地區相對位置

中国大陆，是一个有關中國的法律术语。在中华人民共和国及其特别行政区法律中，「中国大陆」（或稱為大陸、祖國大陆）是指除香港、澳門、台灣以外的中华人民共和国法理領土，其類似用語為「中國內地」。在《臺灣地區與大陸地區人民關係條例》等規範兩岸關係的中華民國法律中，「大陆地区」（或稱為中国大陆、大陆）是指除台湾地区以外的中華民國法理領土；該詞涵蓋範圍可能也包括香港及澳門，視具體情況而定，三地在部分場合亦會以「陸港澳」或「中港澳」並稱。
「中国大陆」作为法律术语，常用于与台湾同时出现的语境；此外，“中国大陆”一词也在政治、经济等学术及社会场合有所运用，其含义与作为法律术语的“中国大陆”相同。惟在地理上“中国大陆”的指代范围可能有所不同。

## 法律上的用法

### 中华人民共和国
出境，是指由中国内地前往其他国家或者地区，由中国内地前往香港特别行政区、澳门特别行政区，由中国大陆前往台湾地区。

1958年9月4日，全国人大常委会通过的《中华人民共和国政府关于领海的声明》中即指出，“中华人民共和国的领海宽度为12海里。这项规定适用于中华人民共和国的一切领土，包括中国大陆及其沿海岛屿，和同大陆及其沿海岛屿隔有公海的台湾及其周围各岛、澎湖列岛、东沙群岛、西沙群岛、中沙群岛、南沙群岛以及其他属于中国的岛屿。”
1987年10月16日，中华人民共和国国务院办公厅发布《中华人民共和国国务院办公厅关于台湾同胞来祖国大陆探亲旅游接待办法的通知》，通知指出“台湾同胞回祖国大陆探亲旅游，须申请办理旅行证件。在香港地区，由中国外交部驻香港签证办事处办理，或由香港中国旅行社代办；在美国，日本或其他国家，由中国驻外使、领馆办理旅行证件。”
2013年，全国人大常委会通过的《中华人民共和国出境入境管理法》第八十九条载明，“出境，是指由中国内地前往其他国家或者地区，由中国内地前往香港特别行政区、澳门特别行政区，由中国大陆前往台湾地区”。该法将“中国大陆”与台湾地区对应，将“中国内地”与香港特别行政区、澳门特别行政区对称，而在英文版中两词统一翻译为。
中共中央台办《关于正确使用涉台宣传用语的意见》中称：“不涉及台湾时我不得自称中国为‘大陆’，也不使用‘中国大陆’的提法，只有相对于台湾方面时方可使用。”《新华社新闻信息报道中的禁用词和慎用词》则规定，“台湾”与“祖国大陆（或‘大陆’）”为对应概念，“香港、澳门”与“内地”为对应概念，不得弄混。不得将台湾、香港、澳门与中国并列提及，如“中港”“中台”“中澳”等。可以使用“内地与香港”“大陆与台湾”或“京港”“沪港”“闽台”等。

#### 香港特别行政区
1997年，全国人大常委会在其通过的《关于处理香港原有法律的决定》中，要求香港特区将任何单独或同时提及大陆、台湾、香港和澳门的名称或词句的条款，相应地将其解释为中华人民共和国的一个组成部分。香港《釋義及通則條例》规定，“‘中国’（China）指中华人民共和国”，“‘中华人民共和国’（People's Republic of China）包括台湾、香港特别行政区及澳门”。《釋義及通則條例》同时规定，大陆、香港、澳门、台湾应作为中华人民共和国的一个组成部分加以提述。

#### 澳门特别行政区
1999年澳门回归前，澳葡政府在官方文件和新闻公报中，主要使用“中国大陆”（葡萄牙語：China Continental）一词指代中华人民共和国境内地区。如1994年澳门第8/94/M號法律指出，“本地區的地理位置與中國大陸相臨，且隨著邊境兩邊填海工程的進行而不斷靠近；而其地形之不連續性造成與其所佔面積不相稱的邊境伸延。”
1999年，全国人大常委会在其通过的《关于处理澳门原有法律的决定》中，要求澳门特区将任何单独或同时提及大陆、台湾、香港和澳门的名称或词句的条款，相应地将其解释为中华人民共和国的一个组成部分。澳门第1/1999号法律《回归法》附件四规定，“任何‘中華人民共和國’、‘中國’、‘國家’等相類似的名稱或詞句，應解釋為包括台灣、香港和澳門在內的中華人民共和國；任何單獨或同時提及大陸、台灣、香港和澳門的名稱或詞句，應相應地將其解釋為中華人民共和國的一個組成部份。”

### 中华民国
1954年，行政院在致司法院的公函中表示，“有關第二屆監察委員選舉之監督事宜，現以大陸各省市及蒙古西藏尚為中共匪幫竊據，臺灣等省亦未成立正式議會。因而事實上不可能依法辦理此項選舉。”同年，最高行政法院在《43年判字第11号》判例中指出，“溯自民國三十八年政府遷臺後，大陸淪陷迄今，窒礙之狀態，仍繼續存在。該第一五三三○號註冊商標之呈請人，有無呈請續展之意思，固未可知，但有不能呈請之窒礙，則屬事實。” 
1982年，最高法院在《71年台上字第8219号》判例中指出，“兹我国大陆领土虽因一时为共匪所窃据，而使国家统治权在实际行使上发生部分之困难，司法权之运作亦因此有其事实上之窒碍，但其仍属固有之疆域，其上之人民仍属国家之构成员，自不能以其暂时之沦陷而变更其法律上之地位。”
1989年11月21日，行政院大陆工作會報公布的《開放臺灣地區與大陸地區民眾間接通話（報）實施辦法》第一条指，“遵重政府『三不政策』採取與中共電信機構不直接接觸方式處理臺灣地區與大陸地區民眾間接通話（報）事項。”
1991年4月22日，國民大會通过《中华民国宪法增修条文》，其中规定，“自由地区与大陆地区间人民权利义务关系及其他事务之处理，得以法律为特别之规定。”其后，1992年7月31日公布的《台湾地区与大陆地区人民关系条例》则对“台湾地区”（等同前法稱之「自由地區」）和“大陆地区”的范围作出定义，条例规定“台湾地区：指台湾、澎湖、金门、马祖及政府统治权所及之其他地区”，“大陆地区：指台湾地区以外之中华民国领土”。
1997年，《香港澳门关系条例施行细则》第2条将“大陸地區”解释为“本條例所稱大陸地區，指臺灣地區以外，但不包括香港及澳門之中華民國領土”。2012年，最高法院则在《101年度台上字第900号》刑事判决中，将澳门特别行政区称为“大陆澳门地区”。而在不包括香港及澳門的情況下標注「中國大陸(不含港澳)」。
2002年1月30日，行政院正式公告修正《台灣地區與大陸地區人民關係條例》施行細則第三條及第五十六條條文，範圍定義為「中共控制之地區」，將外蒙古及唐努乌梁海排除在中國大陸地區之外。
1988年8月，行政院以任務編組方式成立「行政院大陸工作會報」，協調各主管機關處理與中國大陸有關、即「兩岸關係」之事務。1990年4月，行政院擬訂《行政院大陸委員會組織條例》（草案）。1991年1月《行政院大陸委員會組織條例》經立法院三讀通過，1月28日公布施行、成立「行政院大陸委員會」，行政院大陆委员会负责统筹处理包括港澳事务在内的大陆地区及海峡两岸关系政府性事务。2018年7月2日，根据同年颁布的《大陸委員會組織法》，行政院大陆委员会更名为「大陸委員會」，正式成為法定的部會機關。

## 地理上的用法
中华人民共和国的绝大部分国土位于亚欧大陆上。中华人民共和国沿海岛屿居民常将除自身所处岛屿（群岛）以外的中华人民共和国其他境内地区称为“大陆”、“大陆地区”、“中国大陆”或“内地”。
- 海南省居民可能将隔琼州海峡或者南中国海相望的大陆地区称为“内地”[34][35]或“大陆”[36][37]。2021年6月颁布的《中华人民共和国海南自由贸易港法》第十四条规定，“货物由海南自由贸易港进入境内其他地区（以下简称内地），原则上按进口规定办理相关手续。”将除海南自由贸易港以外的中华人民共和国关境内其他地区简称为“内地”[38]。
- 位于长江口以南海域上的群岛城市浙江省舟山市也有将除该市以外的中华人民共和国境内地区视为“内地”的情况[39]。
- 在一些文献描述如广东省南澳岛[40]等其它中国大陆沿海岛屿时，除该岛屿（群岛）以外的中华人民共和国境内地区有时候也被称为“内地”。